# Marc Janko
Marc Janko (Vienna, 25 giugno 1983) è un ex calciatore austriaco, di ruolo attaccante.

## Biografia
È figlio di Eva Janko, vincitrice della medaglia di bronzo nel lancio del giavellotto ai Giochi olimpici di Città del Messico 1968.

## Caratteristiche tecniche
Terminale offensivo d'attacco - alla vecchia maniera - possente fisicamente ed efficace nel gioco aereo. Pur non eccellendo per doti fisiche e tecniche, la capacità di fare reparto da solo, unita ad una discreta abilità nel farsi trovare pronto sotto rete a finalizzare le azioni create dai compagni e nella protezione del pallone, lo rendono un elemento prezioso nell'economia del gioco di squadra.

## Carriera

### Club
Ha iniziato la sua carriera giocando nelle giovanili del Admira Wacker. Esordisce in prima squadra a ventuno anni e nella prima stagione segna 2 goal in 13 partite.
Acquistato dal Salisburgo nel 2005 il primo anno va molto bene, segnando 11 goal in 18 partite. L'anno successivo in panchina arriva Giovanni Trapattoni e complice anche un infortunio trova poco spazio. Il 16 novembre 2008, Janko divenne il leader del club di tutti i tempi per le reti segnate in una stagione, mettendo a segno ben 25 goal e superando così il record di Oliver Bierhoff, che segnò 23 reti durante la stagione 1990-91.
Il 22 giugno 2010 viene acquistato dal Twente per una cifra vicina ai 7 milioni di euro, Janko ha firmato un quadriennale. L'8 maggio 2011 vince la Coppa d'Olanda dopo aver segnato il gol decisivo del 3-2 ai supplementari contro l'Ajax. Inizia la stagione con un goal su calcio di rigore che dà la vittoria al Twente in casa del NAC Breda. Due settimane dopo segna una doppietta in casa dell'Heerenveen. Il 15 ottobre segna una tripletta contro l'RKC Waalwijk. Il 22 dicembre, nella partita valida per la KNVB Beker realizza una marcatura contro il PSV Eindhoven su rigore (2-1 per il PSV). Questo è stato l'ultimo gol segnato con la maglia del Twente.
Il 31 gennaio 2012, ultimo giorno di calciomercato, viene acquistato dai portoghesi del Porto per 3 milioni di euro. Janko, che lascia la squadra olandese dopo aver giocato in totale 64 partite e segnato 31 gol, firma un contratto fino al 30 giugno 2015 con una clausola di rescissione pari a 20 milioni di euro.
Dopo aver lasciato la squadra portoghese, l'attaccante austriaco milita due stagioni nelle file della compagine turca del Trabzonspor, per poi migrare in Australia, al Sydney FC, dove gioca per una stagione. Nel 2015 viene ingaggiato dal Basilea, con cui al termine della stagione vince il suo primo titolo elvetico.

### Nazionale

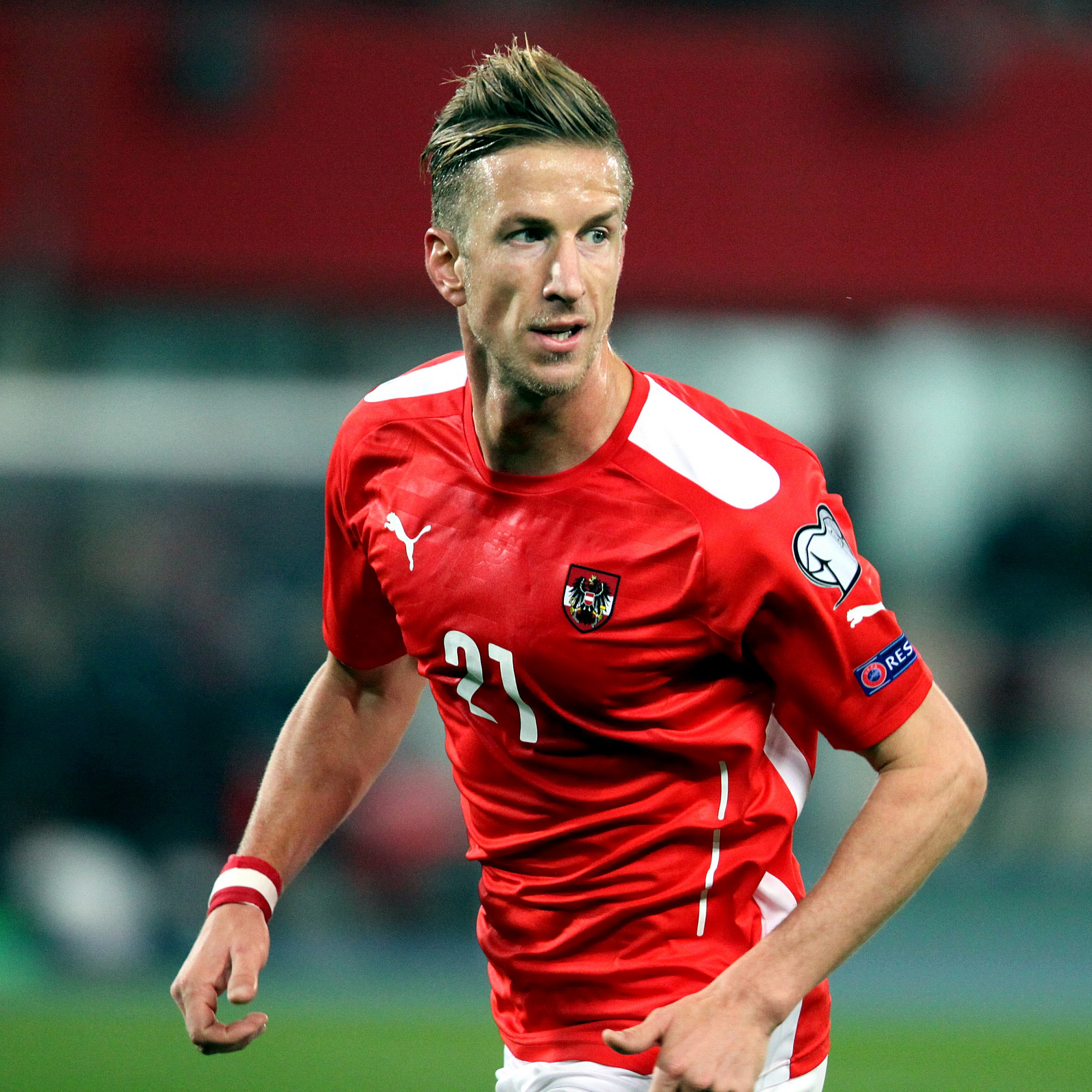
Marc Janko ritratto con la maglia della nazionale austriaca

Dopo aver disputato alcuni incontri a livello giovanile, esordisce in nazionale il 23 maggio 2006 - sotto la guida del CT Josef Hickersberger - contro la Croazia in amichevole. Lascia il terreno di gioco al 64' al posto di Roland Linz. Il 20 agosto 2008 segna la sua prima rete con la selezione austriaca nella partita giocata contro l'Italia.
Dopo aver guidato la squadra a più riprese da capitano, con l'arrivo di Koller sulla panchina austriaca - di comune accordo con i compagni di squadra - viene deciso di affidare la fascia a Fuchs.
Il 31 maggio 2016 viene incluso dal CT Marcel Koller per gli Europei 2016, disputati in Francia. Esordisce nella competizione il 14 giugno contro l'Ungheria nella prima giornata della fase a gironi, da titolare. Viene richiamato dalla panchina al 20' della ripresa per far spazio a Rubin Okotie.

## Statistiche

### Presenze e reti nei club
| Stagione           | Squadra            | Campionato         | Campionato | Campionato | Coppe nazionali | Coppe nazionali | Coppe nazionali | Coppe continentali | Coppe continentali | Coppe continentali | Altre coppe | Altre coppe | Altre coppe | Totale | Totale |
| Stagione           | Squadra            | Comp               | Pres       | Reti       | Comp            | Pres            | Reti            | Com                | Pres               | Reti               | Comp        | Pres        | Reti        | Pres   | Reti   |
| ------------------ | ------------------ | ------------------ | ---------- | ---------- | --------------- | --------------- | --------------- | ------------------ | ------------------ | ------------------ | ----------- | ----------- | ----------- | ------ | ------ |
| 2004-2005          | Admira Wacker      | BL                 | 13         | 2          | CA              | 0               | 0               | -                  | -                  | -                  | -           | -           | -           | 13     | 2      |
| 2005-2006          | Salisburgo         | BL                 | 18         | 11         | CA              | 0               | 0               | -                  | -                  | -                  | -           | -           | -           | 18     | 11     |
| 2006-2007          | Salisburgo         | BL                 | 8          | 2          | CA              | 0               | 0               | UCL+CU             | 1+2                | 0+1                | -           | -           | -           | 11     | 3      |
| 2007-2008          | Salisburgo         | BL                 | 14         | 5          | -               | -               | -               | UCL+CU             | 0                  | 0                  | -           | -           | -           | 14     | 5      |
| 2008-2009          | Salisburgo         | BL                 | 34         | 39         | CA              | 1               | 1               | CU                 | 3                  | 2                  | -           | -           | -           | 38     | 42     |
| 2009-2010          | Salisburgo         | BL                 | 34         | 18         | CA              | 0               | 0               | UCL+UEL            | 5+6                | 0+4                | -           | -           | -           | 45     | 22     |
| Totale Salisburgo  | Totale Salisburgo  | Totale Salisburgo  | 108        | 75         |                 | 1               | 1               |                    | 17                 | 7                  |             | -           | -           | 126    | 83     |
| 2010-2011          | Twente             | ED                 | 29         | 14         | CO              | 4               | 2               | UCL+UEL            | 6+3                | 0+1                | -           | -           | -           | 42     | 17     |
| 2011-gen. 2012     | Twente             | ED                 | 16         | 10         | CO              | 2               | 2               | UCL+UEL            | 4+4                | 2+3                | SO          | 1           | 1           | 27     | 18     |
| Totale Twente      | Totale Twente      | Totale Twente      | 45         | 24         |                 | 6               | 4               |                    | 17                 | 6                  |             | 1           | 1           | 69     | 35     |
| gen.-giu. 2012     | Porto              | PL                 | 10         | 4          | CP+CdL          | 0+2             | 1               | UEL                | -                  | -                  | SP+SU       | -           | -           | 12     | 5      |
| 2012-2013          | Trabzonspor        | SL                 | 14         | 1          | TK              | 3               | 0               | UEL                | 0                  | 0                  | -           | -           | -           | 17     | 1      |
| 2013-2014          | Trabzonspor        | SL                 | 9          | 1          | TK              | 1               | 1               | UEL                | 3                  | 1                  | -           | -           | -           | 13     | 3      |
| Totale Trabzonspor | Totale Trabzonspor | Totale Trabzonspor | 23         | 2          |                 | 4               | 1               |                    | 3                  | 1                  |             | -           | -           | 30     | 4      |
| 2014-2015          | Sydney FC          | AL                 | 22+2       | 16         | FFACup          | 1               | 0               | -                  | -                  | -                  | -           | -           | -           | 25     | 16     |
| 2015-2016          | Basilea            | SL                 | 20         | 16         | CS              | 1               | 1               | UCL+UEL            | 3+9                | 1+2                | -           | -           | -           | 33     | 20     |
| 2016-2017          | Basilea            | SL                 | 24         | 13         | CS              | 4               | 1               | UCL                | 5                  | 0                  | -           | -           | -           | 33     | 14     |
| Totale Basilea     | Totale Basilea     | Totale Basilea     | 44         | 29         |                 | 5               | 2               |                    | 17                 | 3                  |             | -           | -           | 66     | 34     |
| 2017-2018          | Sparta Praga       | 1L                 | 5          | 1          | CC              | 1               | 1               | UEL                | 2                  | 0                  | -           | -           | -           | 8      | 2      |
| 2017-2018          | Lugano             | SL                 | 12         | 2          | CS              | -               | -               | UEL                | -                  | -                  | -           | -           | -           | 12     | 2      |
| 2018-2019          | Lugano             | SL                 | 7          | 0          | CS              | 3               | 1               | -                  | -                  | -                  | -           | -           | -           | 10     | 1      |
| Totale Lugano      | Totale Lugano      | Totale Lugano      | 19         | 2          |                 | 3               | 1               |                    | -                  | -                  |             | -           | -           | 22     | 3      |
| Totale carriera    | Totale carriera    | Totale carriera    | 283        | 153        |                 | 23              | 11              |                    | 56                 | 17                 |             | 1           | 1           | 363    | 182    |

### Cronologia presenze e reti in nazionale
| Cronologia completa delle presenze e delle reti in nazionale ― Austria | Cronologia completa delle presenze e delle reti in nazionale ― Austria | Cronologia completa delle presenze e delle reti in nazionale ― Austria | Cronologia completa delle presenze e delle reti in nazionale ― Austria | Cronologia completa delle presenze e delle reti in nazionale ― Austria | Cronologia completa delle presenze e delle reti in nazionale ― Austria | Cronologia completa delle presenze e delle reti in nazionale ― Austria | Cronologia completa delle presenze e delle reti in nazionale ― Austria |
| Data                                                                   | Città                                                                  | In casa                                                                | Risultato                                                              | Ospiti                                                                 | Competizione                                                           | Reti                                                                   | Note                                                                   |
| ---------------------------------------------------------------------- | ---------------------------------------------------------------------- | ---------------------------------------------------------------------- | ---------------------------------------------------------------------- | ---------------------------------------------------------------------- | ---------------------------------------------------------------------- | ---------------------------------------------------------------------- | ---------------------------------------------------------------------- |
| 23-5-2006                                                              | Vienna                                                                 | Austria                                                                | 1 – 4                                                                  | Croazia                                                                | Amichevole                                                             | -                                                                      | 64’                                                                    |
| 6-10-2006                                                              | Vaduz                                                                  | Liechtenstein                                                          | 1 – 2                                                                  | Austria                                                                | Amichevole                                                             | -                                                                      | 62’                                                                    |
| 26-3-2008                                                              | Vienna                                                                 | Austria                                                                | 3 – 4                                                                  | Paesi Bassi                                                            | Amichevole                                                             | -                                                                      | 64’                                                                    |
| 20-8-2008                                                              | Nizza                                                                  | Italia                                                                 | 2 – 2                                                                  | Austria                                                                | Amichevole                                                             | 1                                                                      | 65’                                                                    |
| 6-9-2008                                                               | Vienna                                                                 | Austria                                                                | 3 – 1                                                                  | Francia                                                                | Qual. Mondiali 2010                                                    | 1                                                                      | 14’ 89’                                                                |
| 11-10-2008                                                             | Tórshavn                                                               | Fær Øer                                                                | 1 – 1                                                                  | Austria                                                                | Qual. Mondiali 2010                                                    | -                                                                      | 81’                                                                    |
| 15-10-2008                                                             | Vienna                                                                 | Austria                                                                | 1 – 3                                                                  | Serbia                                                                 | Qual. Mondiali 2010                                                    | 1                                                                      |                                                                        |
| 11-2-2009                                                              | Graz                                                                   | Austria                                                                | 0 – 2                                                                  | Svezia                                                                 | Amichevole                                                             | -                                                                      |                                                                        |
| 6-6-2009                                                               | Belgrado                                                               | Serbia                                                                 | 1 – 0                                                                  | Austria                                                                | Qual. Mondiali 2010                                                    | -                                                                      | 56’                                                                    |
| 12-8-2009                                                              | Klagenfurt                                                             | Austria                                                                | 0 – 2                                                                  | Camerun                                                                | Amichevole                                                             | -                                                                      |                                                                        |
| 5-9-2009                                                               | Graz                                                                   | Austria                                                                | 3 – 1                                                                  | Fær Øer                                                                | Qual. Mondiali 2010                                                    | 2                                                                      | Cap. 52’                                                               |
| 10-10-2009                                                             | Innsbruck                                                              | Austria                                                                | 2 – 1                                                                  | Lituania                                                               | Qual. Mondiali 2010                                                    | 1                                                                      | 73’                                                                    |
| 14-10-2009                                                             | Parigi                                                                 | Francia                                                                | 3 – 1                                                                  | Austria                                                                | Qual. Mondiali 2010                                                    | 1                                                                      |                                                                        |
| 18-11-2009                                                             | Vienna                                                                 | Austria                                                                | 1 – 5                                                                  | Spagna                                                                 | Amichevole                                                             | -                                                                      | 62’                                                                    |
| 3-3-2010                                                               | Vienna                                                                 | Austria                                                                | 2 – 1                                                                  | Danimarca                                                              | Amichevole                                                             | -                                                                      | Cap.                                                                   |
| 19-5-2010                                                              | Klagenfurt                                                             | Austria                                                                | 0 – 1                                                                  | Croazia                                                                | Amichevole                                                             | -                                                                      | Cap.                                                                   |
| 7-9-2010                                                               | Siezenheim                                                             | Austria                                                                | 2 – 0                                                                  | Kazakistan                                                             | Qual. Euro 2012                                                        | -                                                                      | Cap. 78’                                                               |
| 17-11-2010                                                             | Vienna                                                                 | Austria                                                                | 1 – 2                                                                  | Grecia                                                                 | Amichevole                                                             | -                                                                      | 58’                                                                    |
| 25-3-2011                                                              | Vienna                                                                 | Austria                                                                | 0 – 2                                                                  | Belgio                                                                 | Qual. Euro 2012                                                        | -                                                                      | Cap. 54’                                                               |
| 3-6-2011                                                               | Vienna                                                                 | Austria                                                                | 1 – 2                                                                  | Germania                                                               | Qual. Euro 2012                                                        | -                                                                      | 88’                                                                    |
| 10-8-2011                                                              | Klagenfurt                                                             | Austria                                                                | 1 – 2                                                                  | Slovacchia                                                             | Amichevole                                                             | -                                                                      | Cap.                                                                   |
| 7-10-2011                                                              | Baku                                                                   | Azerbaigian                                                            | 1 – 4                                                                  | Austria                                                                | Qual. Euro 2012                                                        | 2                                                                      | Cap. 88’                                                               |
| 11-10-2011                                                             | Astana                                                                 | Kazakistan                                                             | 0 – 0                                                                  | Austria                                                                | Qual. Euro 2012                                                        | -                                                                      | Cap.                                                                   |
| 15-11-2011                                                             | Leopoli                                                                | Ucraina                                                                | 2 – 1                                                                  | Austria                                                                | Amichevole                                                             | 1                                                                      | Cap. 54’                                                               |
| 29-2-2012                                                              | Klagenfurt                                                             | Austria                                                                | 3 – 1                                                                  | Finlandia                                                              | Amichevole                                                             | 1                                                                      | Cap. 46’                                                               |
| 1-6-2012                                                               | Innsbruck                                                              | Austria                                                                | 3 – 2                                                                  | Ucraina                                                                | Amichevole                                                             | -                                                                      | Cap. 63’                                                               |
| 5-6-2012                                                               | Innsbruck                                                              | Austria                                                                | 0 – 0                                                                  | Romania                                                                | Amichevole                                                             | -                                                                      | Cap. 46’                                                               |
| 11-9-2012                                                              | Vienna                                                                 | Austria                                                                | 1 – 2                                                                  | Germania                                                               | Qual. Mondiali 2014                                                    | -                                                                      | 85’                                                                    |
| 12-10-2012                                                             | Vienna                                                                 | Kazakistan                                                             | 0 – 0                                                                  | Austria                                                                | Qual. Mondiali 2014                                                    | -                                                                      | 62’ 90+1’                                                              |
| 16-10-2012                                                             | Vienna                                                                 | Austria                                                                | 4 – 0                                                                  | Kazakistan                                                             | Qual. Mondiali 2014                                                    | 2                                                                      | 81’                                                                    |
| 14-11-2012                                                             | Linz                                                                   | Austria                                                                | 0 – 3                                                                  | Costa d'Avorio                                                         | Amichevole                                                             | -                                                                      | Cap.                                                                   |
| 6-2-2013                                                               | Swansea                                                                | Galles                                                                 | 2 – 1                                                                  | Austria                                                                | Amichevole                                                             | 1                                                                      | Cap.                                                                   |
| 26-3-2013                                                              | Dublino                                                                | Irlanda                                                                | 2 – 2                                                                  | Austria                                                                | Qual. Mondiali 2014                                                    | -                                                                      | 62’                                                                    |
| 7-6-2013                                                               | Vienna                                                                 | Austria                                                                | 2 – 1                                                                  | Svezia                                                                 | Qual. Mondiali 2014                                                    | 1                                                                      | 46’                                                                    |
| 10-9-2013                                                              | Vienna                                                                 | Austria                                                                | 1 – 0                                                                  | Irlanda                                                                | Qual. Mondiali 2014                                                    | -                                                                      | 73’                                                                    |
| 11-10-2013                                                             | Solna                                                                  | Svezia                                                                 | 2 – 1                                                                  | Austria                                                                | Qual. Mondiali 2014                                                    | -                                                                      | 55’ 80’                                                                |
| 19-11-2013                                                             | Vienna                                                                 | Austria                                                                | 1 – 0                                                                  | Stati Uniti                                                            | Amichevole                                                             | 1                                                                      | 68’                                                                    |
| 5-3-2014                                                               | Klagenfurt                                                             | Austria                                                                | 1 – 1                                                                  | Uruguay                                                                | Amichevole                                                             | 1                                                                      | Cap.                                                                   |
| 30-5-2014                                                              | Innsbruck                                                              | Austria                                                                | 1 – 1                                                                  | Islanda                                                                | Amichevole                                                             | -                                                                      | Cap. 61’                                                               |
| 3-6-2014                                                               | Olomouc                                                                | Rep. Ceca                                                              | 1 – 2                                                                  | Austria                                                                | Amichevole                                                             | -                                                                      | 63’                                                                    |
| 8-9-2014                                                               | Vienna                                                                 | Austria                                                                | 1 – 1                                                                  | Svezia                                                                 | Qual. Euro 2016                                                        | -                                                                      | 69’                                                                    |
| 9-10-2014                                                              | Chișinău                                                               | Moldavia                                                               | 1 – 2                                                                  | Austria                                                                | Qual. Euro 2016                                                        | 1                                                                      | 82’                                                                    |
| 15-11-2014                                                             | Vienna                                                                 | Austria                                                                | 1 – 0                                                                  | Russia                                                                 | Qual. Euro 2016                                                        | -                                                                      | 59’                                                                    |
| 27-3-2015                                                              | Vaduz                                                                  | Liechtenstein                                                          | 0 – 5                                                                  | Austria                                                                | Qual. Euro 2016                                                        | 1                                                                      | 76’                                                                    |
| 31-3-2015                                                              | Vienna                                                                 | Austria                                                                | 1 – 1                                                                  | Bosnia ed Erzegovina                                                   | Amichevole                                                             | 1                                                                      | Cap. 46’                                                               |
| 14-6-2015                                                              | Mosca                                                                  | Russia                                                                 | 0 – 1                                                                  | Austria                                                                | Qual. Euro 2016                                                        | 1                                                                      | 75’                                                                    |
| 5-9-2015                                                               | Vienna                                                                 | Austria                                                                | 1 – 0                                                                  | Moldavia                                                               | Qual. Euro 2016                                                        | -                                                                      | 84’                                                                    |
| 8-9-2015                                                               | Solna                                                                  | Svezia                                                                 | 1 – 4                                                                  | Austria                                                                | Qual. Euro 2016                                                        | 1                                                                      | 30’ 83’                                                                |
| 9-10-2015                                                              | Podgorica                                                              | Montenegro                                                             | 2 – 3                                                                  | Austria                                                                | Qual. Euro 2016                                                        | 1                                                                      | 82’                                                                    |
| 12-10-2015                                                             | Vienna                                                                 | Austria                                                                | 3 – 0                                                                  | Liechtenstein                                                          | Qual. Euro 2016                                                        | 2                                                                      | 64’                                                                    |
| 26-3-2016                                                              | Vienna                                                                 | Austria                                                                | 2 – 1                                                                  | Albania                                                                | Amichevole                                                             | 1                                                                      | 79’                                                                    |
| 29-3-2016                                                              | Vienna                                                                 | Austria                                                                | 1 – 2                                                                  | Turchia                                                                | Amichevole                                                             | -                                                                      | 67’                                                                    |
| 31-5-2016                                                              | Klagenfurt                                                             | Austria                                                                | 2 – 1                                                                  | Malta                                                                  | Amichevole                                                             | -                                                                      | Cap. 72’                                                               |
| 4-6-2016                                                               | Vienna                                                                 | Austria                                                                | 0 – 2                                                                  | Paesi Bassi                                                            | Amichevole                                                             | -                                                                      | 68’                                                                    |
| 14-6-2016                                                              | Bordeaux                                                               | Austria                                                                | 0 – 2                                                                  | Ungheria                                                               | Euro 2016 - 1º turno                                                   | -                                                                      | 65’                                                                    |
| 22-6-2016                                                              | Saint-Denis                                                            | Islanda                                                                | 2 – 1                                                                  | Austria                                                                | Euro 2016 - 1º turno                                                   | -                                                                      | 46’ 71’                                                                |
| 5-9-2016                                                               | Tbilisi                                                                | Georgia                                                                | 1 – 2                                                                  | Austria                                                                | Qual. Mondiali 2018                                                    | 1                                                                      | 77’                                                                    |
| 6-10-2016                                                              | Vienna                                                                 | Austria                                                                | 2 – 2                                                                  | Galles                                                                 | Qual. Mondiali 2018                                                    | -                                                                      | 90+2’                                                                  |
| 9-10-2016                                                              | Belgrado                                                               | Serbia                                                                 | 3 – 2                                                                  | Austria                                                                | Qual. Mondiali 2018                                                    | 1                                                                      |                                                                        |
| 12-11-2016                                                             | Vienna                                                                 | Austria                                                                | 0 – 1                                                                  | Irlanda                                                                | Qual. Mondiali 2018                                                    | -                                                                      |                                                                        |
| 15-11-2016                                                             | Vienna                                                                 | Austria                                                                | 0 – 0                                                                  | Slovacchia                                                             | Amichevole                                                             | -                                                                      | 70’                                                                    |
| 24-3-2017                                                              | Vienna                                                                 | Austria                                                                | 2 – 0                                                                  | Moldavia                                                               | Qual. Mondiali 2018                                                    | -                                                                      | 69’                                                                    |
| 28-3-2017                                                              | Innsbruck                                                              | Austria                                                                | 1 – 1                                                                  | Finlandia                                                              | Amichevole                                                             | -                                                                      | 46’                                                                    |
| 2-9-2017                                                               | Cardiff                                                                | Galles                                                                 | 1 – 0                                                                  | Austria                                                                | Qual. Mondiali 2018                                                    | -                                                                      | 81’                                                                    |
| 5-9-2017                                                               | Vienna                                                                 | Austria                                                                | 1 – 1                                                                  | Georgia                                                                | Qual. Mondiali 2018                                                    | -                                                                      | 68’                                                                    |
| 9-10-2017                                                              | Chișinău                                                               | Moldavia                                                               | 0 – 1                                                                  | Austria                                                                | Qual. Mondiali 2018                                                    | -                                                                      | 46’                                                                    |
| 16-10-2018                                                             | Herning                                                                | Danimarca                                                              | 2 – 0                                                                  | Austria                                                                | Amichevole                                                             | -                                                                      | 68’                                                                    |
| 15-11-2018                                                             | Vienna                                                                 | Austria                                                                | 0 – 0                                                                  | Bosnia ed Erzegovina                                                   | UEFA Nations League 2018-2019 - 1º turno                               | -                                                                      | 82’                                                                    |
| 21-3-2019                                                              | Vienna                                                                 | Austria                                                                | 0 – 1                                                                  | Polonia                                                                | Qual. Euro 2020                                                        | -                                                                      | 81’                                                                    |
| 24-3-2019                                                              | Haifa                                                                  | Israele                                                                | 4 – 2                                                                  | Austria                                                                | Qual. Euro 2020                                                        | -                                                                      | 60’                                                                    |
| Totale                                                                 |                                                                        | Presenze                                                               | 70                                                                     |                                                                        | Reti (4º posto)                                                        | 28                                                                     |                                                                        |

## Palmarès

### Club
- Campionato austriaco: 3

RB Salisburgo: 2006-2007, 2008-2009, 2009-2010
- Coppa dei Paesi Bassi: 1

Twente: 2010-2011
- Supercoppa dei Paesi Bassi: 1

Twente: 2011
- Campionato portoghese: 1

Porto: 2011-2012
- Campionato svizzero: 2

Basilea: 2015-2016, 2016-2017
- Coppa Svizzera: 1

Basilea: 2016-2017

### Individuale
- Capocannoniere della Bundesliga austriaca: 1

2008-2009 (39 gol)
- Miglior marcatore di massima divisione dell’anno IFFHS: 1

2009
- Capocannoniere della A-League: 1

2014-2015 (16 gol)
- A-League PFA Team of the Year: 1[19]

2014-2015